# Gemsenhorngewächse
Die Gemsenhorngewächse (Martyniaceae) sind eine Pflanzenfamilie in der Ordnung der Lippenblütlerartigen (Lamiales). Die etwa fünf Gattungen mit etwa 14 Arten haben ihre Areale in der Neuen Welt.
Die Gemsenhorngewächse werden auch als „Teufelskrallen“ bezeichnet. Sie sind jedoch nicht verwandt mit der Gattung der Teufelskrallen aus der Familie der Glockenblumengewächse oder mit der Afrikanischen Teufelskralle (Harpagophytum procumbens) aus der Familie der Sesamgewächse (Pedaliaceae).

## Beschreibung

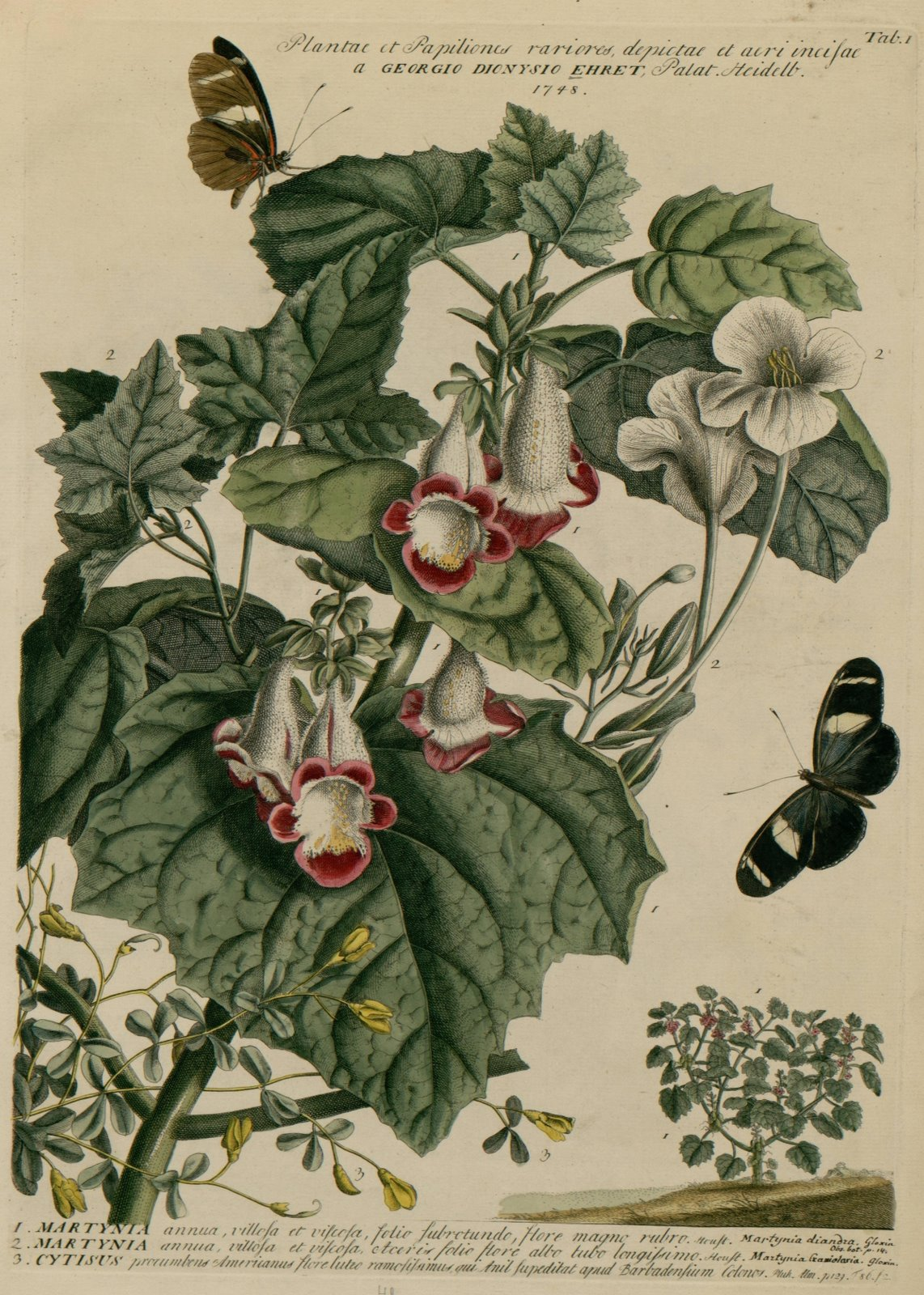
Illustration von Martynia annua

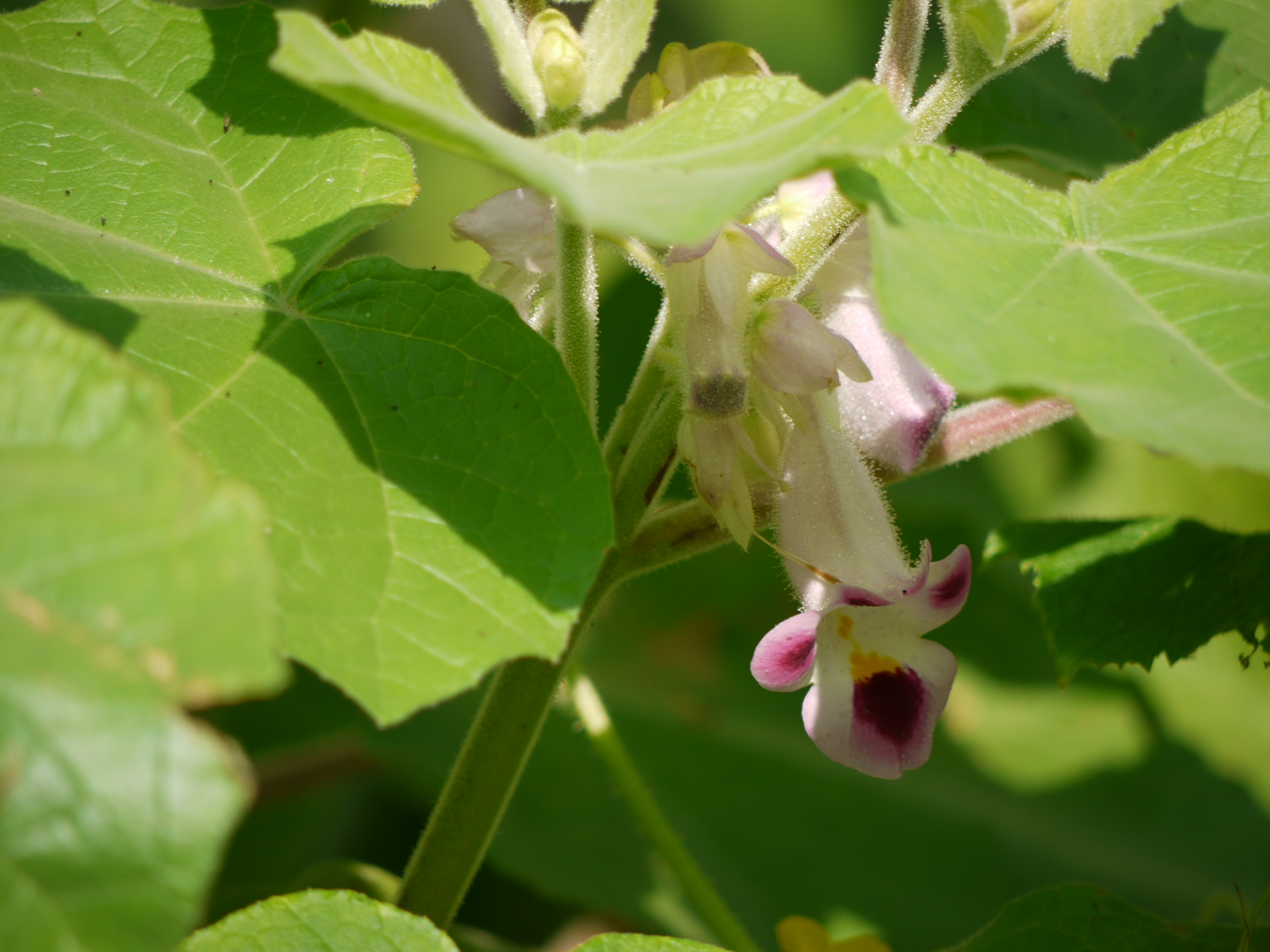
Blüten von Martynia annua

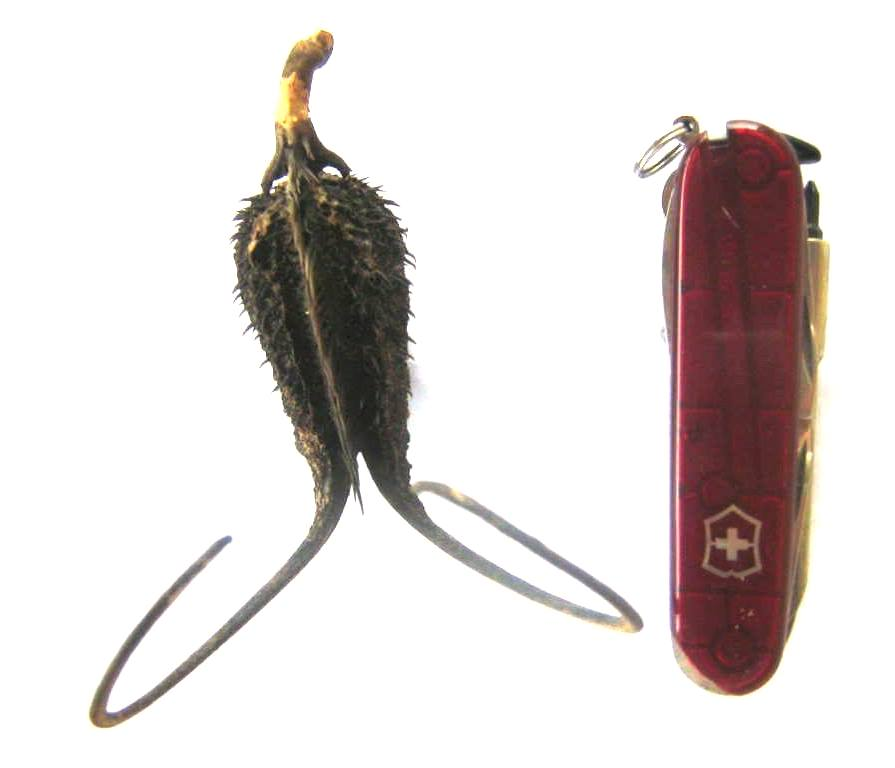
Kapselfrucht von Ibicella lutea mit Haken

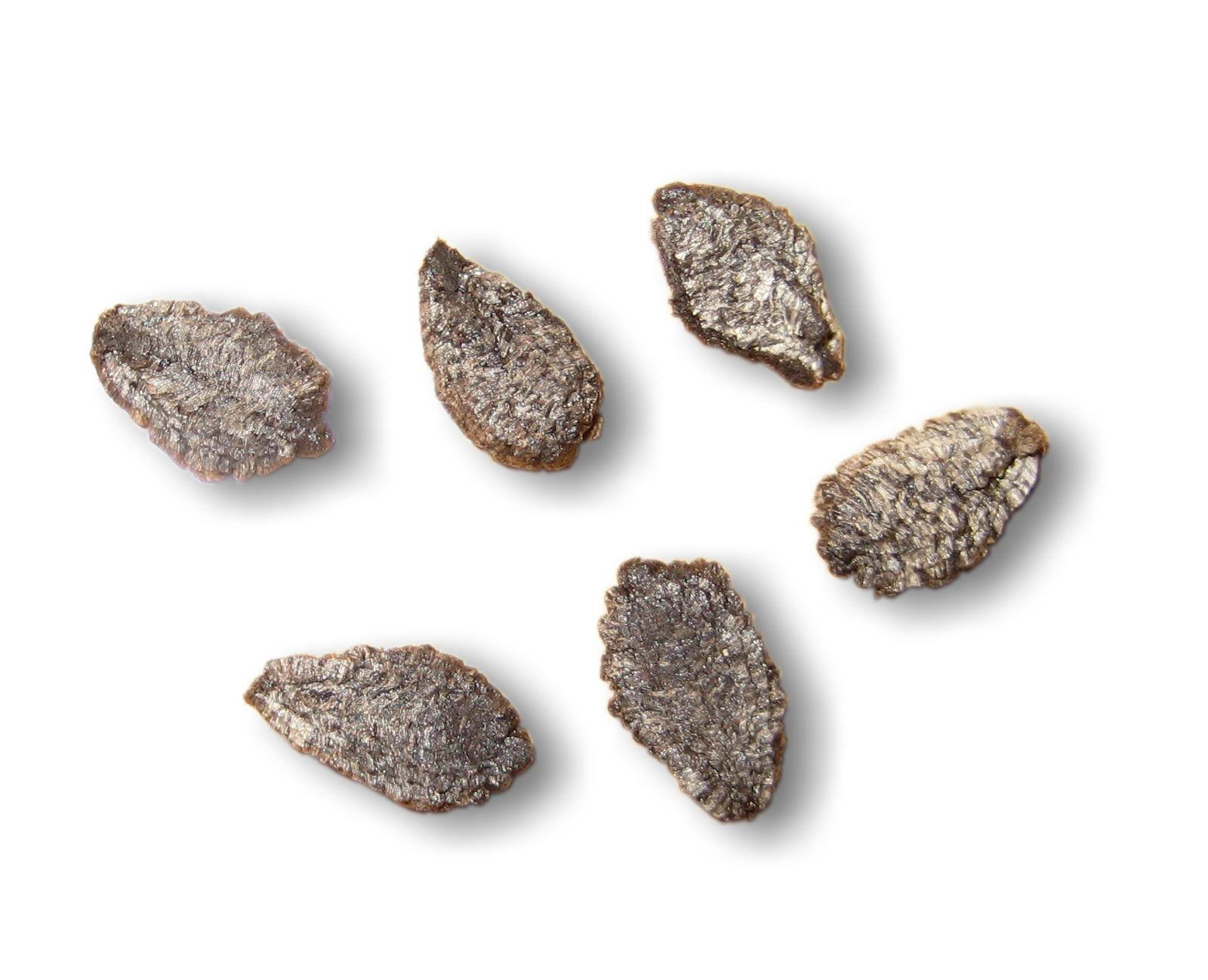
Samen von Ibicella lutea

### Vegetative Merkmale
Es handelt sich um einjährige oder ausdauernde krautige Pflanzen, die an der Basis manchmal leicht verholzen. Sie bilden oft Wurzelknollen als Überdauerungsorgane. Alle oberirdischen Pflanzenteile sind mit klebrigen Drüsenhaaren bedeckt.
Die wechselständig oder gegenständig angeordneten Laubblätter sind in Blattstiel und Blattspreite gegliedert. Die einfach Blattspreiten sind behaart mit gezähnten Blatträndern.

### Generative Merkmale
Sie bilden traubige Blütenstände.
Die zwittrigen Blüten sind zygomorph, fünfzählig und tetrazyklisch mit doppelter Blütenhülle. Die fünf Kelchblätter sind frei. Die fünf Kronblätter sind verwachsen, oft sind sie zweilippig. Es sind oft Saftmale in Form von Punkten und Strichen vorhanden. Es ist nur ein Staubblattkreis vorhanden mit meist nur zwei, manchmal vier Staubblättern. Es sind entweder ein oder drei Staminodien vorhanden. Zwei Fruchtblätter sind zu einem oberständigen Fruchtknoten verwachsen.
Sie bilden Kapselfrüchte (nach anderer Auffassung sind es sich öffnende Steinfrüchte) mit Hörnern, die wie Gemsenhörner gebogen sind (daher der deutsche Trivialname Gemsenhorngewächse). 

## Ökologie
Bei einigen Arten der Gattungen Proboscidea und Ibicella wird ein Status als fleischfressende Pflanze diskutiert.
Die Ausbreitung der Früchte erfolgt epizoochor, die Diasporen bleiben an Tieren hängen, welche diese dann zertreten (Trampelkletten) und so die einzelnen Samen freisetzen.

## Systematik

### Botanische Geschichte
Die Familie Martyniaceae wurde 1847 durch Paul Fedorowitsch Horaninow in Characteres Essentiales Familiarum, Seite 130 aufgestellt. Typusgattung ist Martynia L.. Die Gattung Martynia ist nach dem englischen Botaniker John Martyn (1699–1768) benannt.
Die in der Familie Martyniaceae Horan. nom cons. enthalten Gattungen werden gelegentlich auch den Pedaliaceae zugeordnet.

### Gattungen und ihre Verbreitung
In der Familie der Gemsenhorngewächse (Martyniaceae) gibt es etwa fünf Gattungen, davon sind zwei monotypisch, enthalten insgesamt 13 bis 16 Arten:
- Craniolaria L.: Die nur drei Arten sind in Südamerika verbreitet.
- Ibicella Van Eselt.: Sie enthält nur zwei Arten. Sie ist ursprünglich in Südamerika heimisch. Eine Art gelangte schon früh in die südwestlichen USA und nach Kalifornien und ist in einigen Gebieten der Welt ein Neophyt.
- Holoregmia Nees: Sie enthält nur eine Art:
  - Holoregmia viscida Nees: Dieser Endemit kommt nur in der Region Caatinga im ostbrasilianischen Bundesstaat Bahia vor.[6]
- Martynia L.: Sie enthält nur eine Art:
  - Einjährige Martynie (Martynia annua L.): Sie ist ursprünglich in Mexiko beheimatet. Sie ist in vielen Gebieten der Welt ein Neophyt, beispielsweise in Afrika, Asien und Malesien.
- Proboscidea Schmidel: Die sieben Arten sind in Nordamerika und Mexiko verbreitet. Mindestens zwei Arten sind inzwischen als Neophyten weltweit verbreitet.